# دائرة فرجيوة
دائرة فرجيوة هي إحدى دوائر ولاية ميلة الجزائرية.